# Castlevania: Rondo of Blood
Castlevania: Rondo of Blood (悪魔城ドラキュラX 血の輪廻  Akumajou Dracula X: Chi no Rondo; traducido literalmente como Demon Castle Dracula X: Rondo of Blood) es un videojuego de la franquicia Castlevania, desarrollado por Konami, y publicado para la PC Engine (en formato Super CD-ROM²) el 29 de octubre de 1993. La "X" del título se refiere al número romano diez, ya que es el décimo juego lanzado por orden cronológico en la serie Akumajō Drácula en Japón (sin contar el del Famicom y el juego de Game Boy Kid Dracula). Este juego, sin embargo, no fue comercializado fuera de Japón, por lo que ha tenido varios remakes posteriores que sí vieron la luz en Norteamérica y Europa.
Este juego es el primero de la franquicia en incorporar el sistema de cuentas de usuario, por lo que puede ser guardada la partida, a diferencia de sus antecesores. También fue el primer Castlevania en contar con el popular Item Crash, el poder con el que "explotas" tu arma secundaria el cual consumía más corazones y era más poderoso.

## Argumento
Es el año 1792, y Drácula es revivido por el sacerdote oscuro Shaft. Después de reconstruir sus fuerzas oscuras, se dispone a destruir la aldea donde vive Richter Belmont, descendiente del clan Belmont y heredero del látigo Matavampiros. Por otra parte, Drácula secuestra a la novia de Richter, Annette, a una cazadora de vampiros de doce años de edad, de nombre Maria Renard, y otros dos aldeanos locales: una monja conocida como Tera, e Iris, la hija del médico del pueblo. Blandiendo el látigo de sus antepasados, Richter se aleja hacia el castillo de Dracula, enfrentando a muchos monstruos en el camino, en especial, a La Muerte.
Después de avanzar por el castillo, Richter consigue rescatar a Annette, María, y las dos aldeanas locales: Iris y Tera. María, aunque muy joven, es capaz de ayudarle con sus animales familiares, para poder eliminar a Drácula. Richter y María resultan victoriosos en la batalla contra Shaft (o contra Annette al fallar el rescate en la versión de PSP de Dracula X), La Muerte y Drácula.
El último nivel de Rondo of Blood sienta las bases para su secuela, Castlevania: Symphony of the Night, que comienza con una recreación de la batalla final contra Drácula.

## Audio
La banda sonora del juego incorpora la combinación de pop y rock progresivo utilizados en los juegos anteriores, con algunas piezas musicales que tienen elementos de metal sinfónico. Posee algunas canciones usadas en entregas anteriores como "Vampire Killer", "Bloody Tears" o "Simon's Theme"; todos aquellos recordados por ser de los mejores temas de los anteriores juegos. El resto de canciones eran nuevas. Este fue el primer juego en usar el tema "Dance of Illusions", durante la batalla final con Drácula, y ha regresado frecuentemente como tema de esta batalla desde entonces. El tema "Opposing Bloodlines" también hace reapariciones en juegos posteriores, como en Castlevania Symphony of the Night, Castlevania 64 y Castlevania Portrait of Ruin.
La banda sonora fue lanzada después ese mismo año en un set de dos discos (el segundo disco contiene la banda sonora de Castlevania Bloodlines).
Debido a problemas de licencia, los actores de voz fueron remplazados con la versión de PSP de Dracula X, y una de las canciones de dicha versión fue usada en la consola virtual de Wii. Las demás canciones de PC Engine no fueron alteradas.

## Remakes y otras versiones
Castlevania: Dracula X (Akumajō Dracula XX en Japón y Castlevania: Vampire's Kiss en Europa y Oceanía), lanzado para el Super Nintendo (SNES) dos años después manejaba la misma historia, pero, por problemas de espacio, se rediseñaron los escenarios, enemigos y rutas, lo que lo convierte a final de cuentas en un juego distinto.
En el 2007 salió a la venta Castlevania: The Dracula X Chronicles (Akumajō Dracula X Chronicles en Japón), para la consola de videojuegos PlayStation Portable, en Estados Unidos, Europa y Australia. Esta nueva versión es más fiel a la versión original que el remake publicado anteriormente.
El 15 de marzo de 2010, fue lanzada la versión original de PC Engine para la consola virtual de Wii en Estados Unidos.
Rondo of Blood fue incluido con Castlevania: Symphony of the Night y es titulado por Castlevania Requiem, fue lanzada para la PlayStation 4 en 26 de octubre de 2018. Si bien ambos títulos son retraducciones de la versión de PSP de Dracula X, solo la versión de PC Engine de Dracula X que está basada en sprites es incluida.
La versión original de Rondo of Blood aparece en PC Engine Mini el 18 de marzo de 2020.

## Recepción
Akumajo Dracula Rondo of Blood fue galardonado como el mejor de acción japonés de 1994.
Muchos de los enemigos del Castlevania Symphony of the Night fueron tomados directamente del Rondo of Blood.